# Глєбова Олена Сергіївна
Олена Сергіївна Глєбова (19 січня 1981) — українська легкоатлетка, спринтер. Майстер спорту України міжнародного класу. Учасник літніх Паралімпійських ігор 2012 і 2016 року. Чемпіонка Європи 2012 року, дворазова Чемпіонка Світу 2013, багаторазова Чемпіонка України 2011-2016 років.
Займалась легкою атлетикою у Дніпропетровському регіональному центрі з фізичної культури і спорту інвалідів «Інваспорт».
Має професійну тренерську освіту. Закінчила Придніпровська державна академія фізичної культури і спорту.
Тренер і засновник бігового клубу «MyClub » (Дніпро).

## Спортивна кар'єра
На Чемпіонат Європи з легкої атлетики, що відбувався 2012 року у Штадсканаал, (Нідерланди) завоювала 2 нагороди - стала Чемпіонкою Європи у бігу на 100 метрів та віце-чемпіонкою у бігу на 400 метрів (категорія Т13). Виборовши золоту нагороду у бігу на 100 метрів Олена Глєбова також встановила рекорд Європи ER.
Дворазова чемпіонка світу 2013 року у бігу на 100 та 400 метрів 2013 рік у Ліон (Франція). На Чемпіонат світу з легкої атлетики у бігу на 100 метрів Олена Глєбова встановила новій рекорд Чемпіонату світу CR та у бігу на 400 м встановила особистий рекорд PB.
Учасниця та фіналістка XIV літніх Паралімпійських ігор 2012 у бігу на 100  та 400 метрів (категорія T13)
За значний особистий внесок у розвиток паралімпійського руху та високі спортивні результати показані у складі національної збірної команди України на XIV літніх Паралімпійських іграх у Лондоні відзначена відмінністю голови Дніпропетровської обласної державної адміністрації - нагрудним знаком «За розвиток регіону».
2015 року брала участь у Чемпіонат світу з легкої атлетики у Доха (Катар), де, на жаль, отримала травму під час відбіркового забігу на 400 метрів.
Учасниця та фіналістка XV літніх Паралімпійських ігор 2016 в Ріо-де-Жанейро в бігу на 100  і 400 метрів (категорія T13).

У серпні 2017 стартувала на Паралімпійський чемпіонат світу з легкої атлетики 2012 у Лондон на дистанціях 100, 200 та 400 метрів, встановивши особистий рекорд на дистанції 200 метрів PB..
Олена Глєбова завершила професійну спортивну кар'єру після закінчення сезону 2017 року та активно відкриває для себе нові грані життя та професії, тепер вже як тренер.